# 로버트 저비스

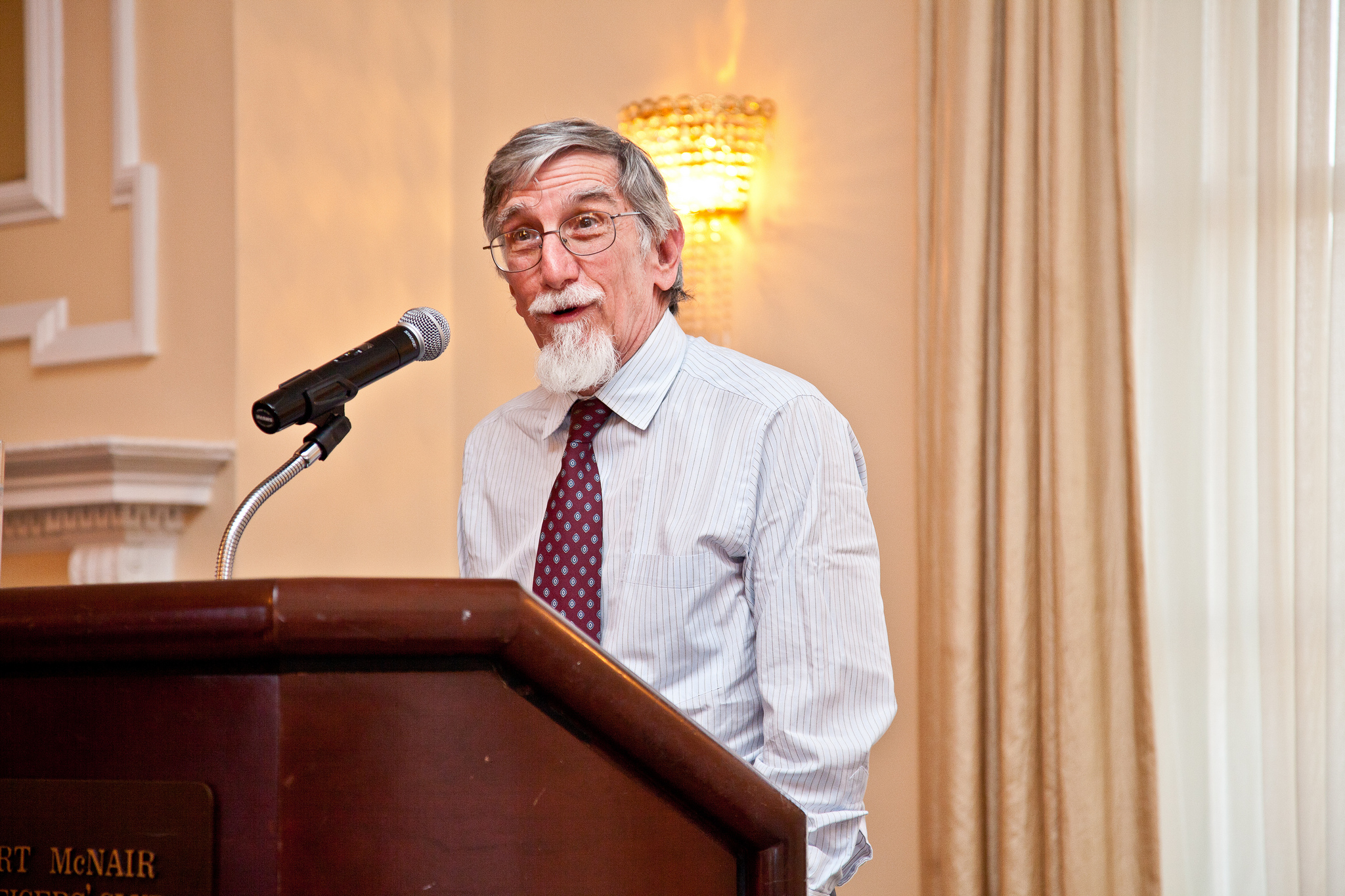

로버트 저비스(Robert Jervis, 1940년 4월 30일~2021년 12월 9일)는 미국의 정치학자로, 국제관계에 대한 중요한 연구를 하였다.
그는 외교 정책 결정의 심리에 대해 연구했다. 그는 심리학에서 국제 관계에 대한 통찰력을 도입하는 데 중요한 역할을 했다.
그는 특히 대외 정책 결정 과정에서의 관념과 오해를 연구했다. 저비스는 그가 쓴 두 권의 책으로 알려져 있다. 또한 그는 System Effects: Complexity in Political and Social Life (Princeton, 1997)를 썼다. System Effects로, 저비스는 국제정치학 분야의 전문가로서의 입지를 확보했다. 그가 나중에 쓴 글은 부시 행정부의 외교 정책에 대한 비판이 있다.